# Eumecynostomum tardum
Eumecynostomum tardum är en plattmaskart som först beskrevs av Ehlers och Jürgen Dörjes 1979.  Eumecynostomum tardum ingår i släktet Eumecynostomum och familjen Mecynostomidae. Inga underarter finns listade i Catalogue of Life.